# Melipotis versabilis
Melipotis versabilis là một loài bướm đêm trong họ Erebidae.